# Paradox (banda sonora)
Paradox es una banda sonora del músico canadiense Neil Young, publicada por la compañía discográfica Reprise Records el 23 de marzo de 2018. El álbum, el tercero de Young con el grupo Promise of the Real, sirve como banda sonora del filme de Daryl Hannah Paradox, que también incluye a ambos como actores. 

## Grabación
Los pasajes instrumentales de la banda sonora, titulados Paradox Passages, fueron grabados en el estudio por Young y PRomise of the Real mientras volvían a ver el material filmado: "Lo habíamos visto, así que lo recordábamos. Hay similitudes con Dead Man, pero me gusta hacer eso. Es una manera fácil para mí de expresar una banda sonora: hice lo mismo en The LincVolt Years".
Las canciones "Show Me" y "Peace Trail" fueron anteriormente grabadas por Young en el álbum Peace Trail. La grabación de "Peace Trail" con banda, incluida en Paradox, es la primera grabación de la canción con Promise of the Real. Lukas Nelson, miembro de Promise of the Real, incluyó también una versión del tema de su padre, Willie Nelson, "Angel Flying Too Close to the Ground".

## Lista de canciones
| N.º | Título                                 | Duración |  |
| 1.  | «Many Moons Ago in the Future»         | 0:30     |  |
| 2.  | «Show Me»                              | 1:46     |  |
| 3.  | «Paradox Passage 1»                    | 2:16     |  |
| 4.  | «Hey»                                  | 3:18     |  |
| 5.  | «Paradox Passage 2»                    | 1:23     |  |
| 6.  | «Diggin' in the Dirt - Chorus»         | 1:11     |  |
| 7.  | «Paradox Passage 3»                    | 2:52     |  |
| 8.  | «Peace Trail»                          | 5:06     |  |
| 9.  | «Pocahontas»                           | 3:14     |  |
| 10. | «Cowgirl Jam»                          | 10:36    |  |
| 11. | «Angel Flying Too Close to the Ground» | 4:41     |  |
| 12. | «Paradox Passage 4»                    | 0:13     |  |
| 13. | «Diggin' in the Dirt»                  | 3:15     |  |
| 14. | «Paradox Passage 5»                    | 0:24     |  |
| 15. | «Running to the Silver Eagle»          | 2:54     |  |
| 16. | «Baby What You Want Me to Do?»         | 1:23     |  |
| 17. | «Paradox Passage 6»                    | 0:18     |  |
| 18. | «Offerings»                            | 0:51     |  |
| 19. | «How Long?»                            | 2:26     |  |
| 20. | «Happy Together»                       | 0:46     |  |
| 21. | «Tumbleweed»                           | 4:01     |  |